# Lech II.

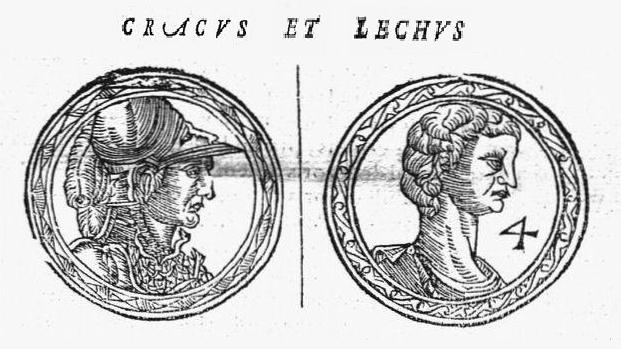
Lech II. a jeho starší bratr

Lech II. byl legendární vládce v Polsku, který byl zmiňován v díle Jana Dluhoše (polsky Jan Długosz), kde byl uveden jako mladší syn knížete Kraka a jeho nástupce, také jako bratrovrah.

## Legenda dle Jana Dluhoše
Podle J. Dluhoše Lech II. po smrti otce (kníže Krak) z touhy po moci a z žárlivosti zabil svého staršího bratra Kraka II. Udělat to měl během lovu, aby zahladil stopy zločinu, rozřezal tělo na kousky a zakopal v písku. Kronikář se pak zmiňuje o falešném svědectví Lecha II. před radou starších, kde stanul se slzavýma očima. Přesvědčil je i poddané, aby jej prohlásili za krále a pak vládl po mnoho let.
J. Dluhoš uvádí dvě verze konce tohoto příběhu. V první, o které byl více přesvědčený, se jedná o to, že skutek byl odhalen (protože byli svědkové), došlo ke svržení Lecha II. z trůnu. V druhé verzi byl potrestán Boží prozřetelnosti, kdy sice vládl dlouho, ale bez potomků. Po jeho smrti pak převzala vládu jeho sestra Wanda, poslední z rodu Kraků.
[[Soubor:Lech II.jpg|náhled|Lech II. – dřevoryt Chronica Polonorum (Maciej Miechowita), odkaz]

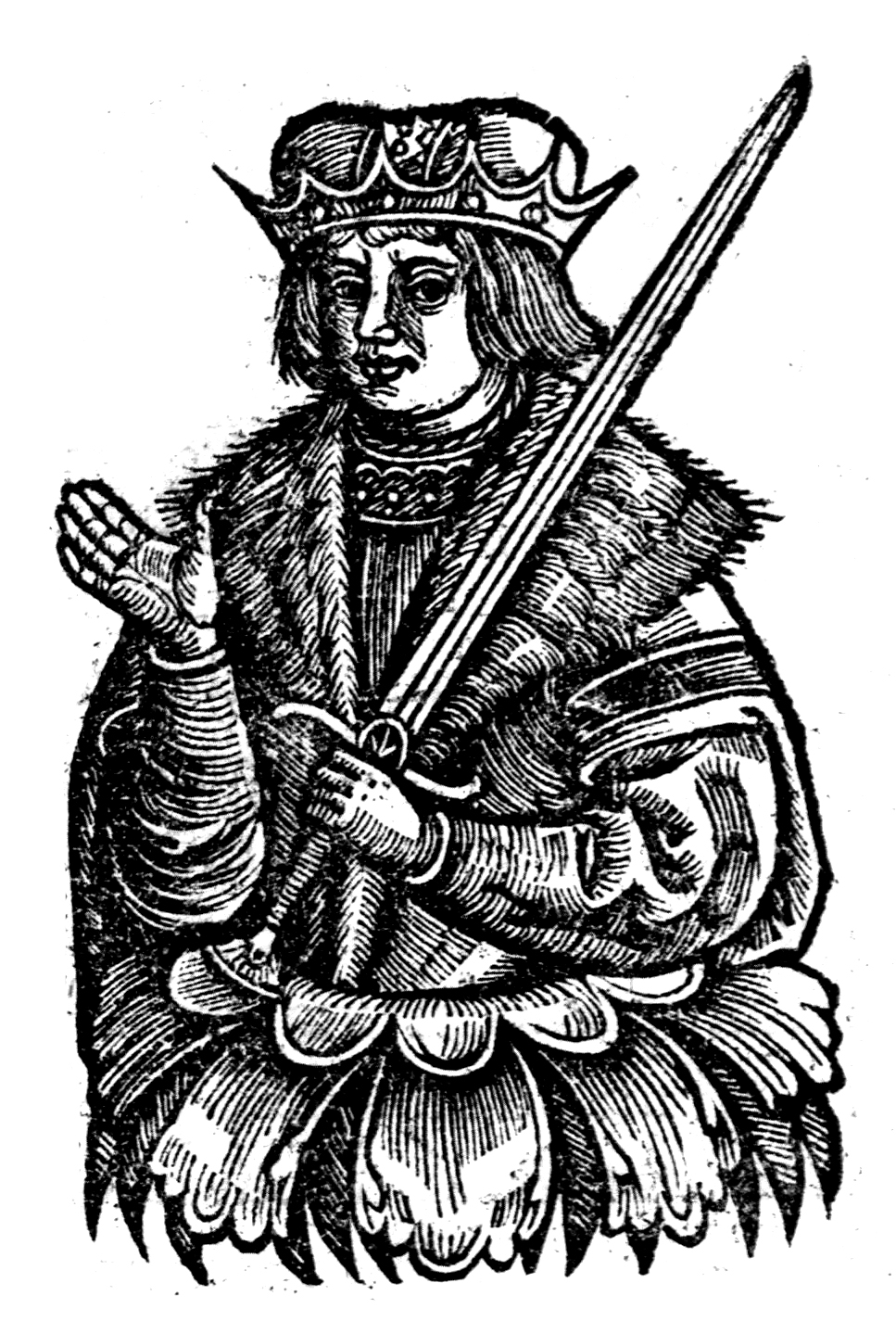
Lech II. – dřevoryt Chronica Polonorum (Maciej Miechowita), [http://www.wbc.poznan.pl/dlibra/doccontent?id=1994&dirids=1 odkaz

Ve srovnání s předchozími legendami, např. od Wincenta Kadlubka ve Velkopolské kronice (polsky Wincenty Kadłubek, Kronika wielkopolska), J. Dluhoš provedl změnu, která se týká jmen bratrů. Přesněji tedy, mladší měl nosit jméno po otci a měl to být Krak II. a u staršího se jméno nedochovalo. Mimo to, J. Dluhoš přenesl veškeré své legendy o Vavelském drakovi do doby života knížete Kraka, dobu Lecha II. pak pouze na onu bratrovraždu a jeho svržení.